# Цишево (Підляське воєводство)
Цишево (пол. Ciszewo) — село в Польщі, у гміні Райґруд Ґраєвського повіту Підляського воєводства.
Населення — 114 осіб (2011).
У 1975—1998 роках село належало до Ломжинського воєводства.

## Демографія
Демографічна структура станом на 31 березня 2011 року:
|          | Загалом | Допрацездатний вік | Працездатний вік | Постпрацездатний вік |
| -------- | ------- | ------------------ | ---------------- | -------------------- |
| Чоловіки | 63      | 13                 | 43               | 7                    |
| Жінки    | 51      | 9                  | 24               | 18                   |
| Разом    | 114     | 22                 | 67               | 25                   |